# Conde de Seisal
Conde de Seisal é um título nobiliárquico criado por D. Luís I de Portugal, por Decreto de 26 de Janeiro de 1871, em favor de José Maurício Correia Henriques, antes 1.º Barão de Seisal e 1.º Visconde de Seisal.
Titulares
1. José Maurício Correia Henriques, 1.º Barão, 1.º Visconde e 1.º Conde de Seisal;
2. Pedro Maurício Correia Henriques, 2.º Visconde e 2.º Conde de Seisal;
3. José Maurício Correia Henriques, 3.º Conde de Seisal.

Após a Implantação da República Portuguesa, e com o fim do sistema nobiliárquico, usaram o título: 
1. Pedro Maurício Correia Henriques, 4.º Conde de Seisal;
2. Maria Luísa Correia Henriques, 5.ª Condessa de Seisal.